# Iglesia de Santo Domingo de Guzmán (Hermigua)
La actual iglesia de Santo Domingo de Guzmán y antiguo convento de San Pedro Apóstol de Hermigua es uno de los monumentos históricos más importantes de la isla de La Gomera, con una historia que se remonta al siglo XVII. Fundado el 18 de marzo de 1611 por la orden dominica, fue durante siglos un destacado centro cultural y religioso del norte de la isla. A pesar de su cierre en 1821 tras la desamortización de Mendizábal, su legado perdura a través de su arquitectura y el papel que desempeñó en la educación y la vida religiosa de la zona.

## Historia
El origen del convento se vincula a una pequeña ermita dedicada a San Pedro, construida en 1598 en el Lomo de San Pedro para reemplazar a una anterior que fue destruida por una inundación en 1596. En 1611, la ermita se convirtió en el Convento de San Pedro Apóstol, con los frailes dominicos Zenón de Clavijo y Antonio del Espíritu Santo como primeros habitantes.
El convento experimentó varias ampliaciones a lo largo de los siglos, tanto en su iglesia como en las dependencias donde vivían los frailes. Estas expansiones fueron posibles gracias a numerosas donaciones y mandas piadosas que consolidaron el patrimonio del convento, convirtiéndose en un pilar cultural del municipio. Durante el siglo XVIII, el convento alcanzó su apogeo, con la iglesia dedicada a Santo Domingo de Guzmán como su principal espacio religioso.

### Cierre y desamortización
Con la desamortización de Mendizábal en 1820, el convento fue cerrado y sus propiedades pasaron a manos privadas. Sin embargo, la iglesia de Santo Domingo continuó sirviendo como parroquia de la comunidad local. Aunque las dependencias del convento se han transformado en viviendas particulares, aún se conserva la estructura básica de las celdas y el claustro, lo que recuerda el importante papel que jugó en la educación y formación de los habitantes de Hermigua.

## Remodelación del Parque de El Convento
En 2015, el Ayuntamiento de Hermigua inició un ambicioso proyecto para modernizar los espacios públicos de la zona del Convento, inspirándose en los bancales tradicionales gomeros. Este proyecto, incluyó la creación de un parque público que conecta la zona de El Convento con el barranco de Monforte a través de terrazas escalonadas. Estas terrazas albergarán espacios recreativos y de ocio, como áreas de deporte, juegos infantiles, zonas de descanso, y un espacio polivalente en la cota inferior destinado a eventos culturales y sociales, como conciertos y mercadillos.
El diseño del parque también contempla la preservación de las palmeras existentes y la introducción de nuevas especies vegetales autóctonas. Se utilizarán materiales tradicionales como la piedra para integrar el parque en el paisaje natural del municipio.

### Plaza General Victoriano Darias Montesinos y el Kiosco Bar-Cafetería
Otra intervención destacada en la zona del Convento fue la remodelación de la Plaza General Victoriano Darias Montesinos en 2015. Este proyecto incluyó la construcción de un kiosco tipo bar-cafetería, diseñado para dinamizar la actividad social y cultural en el área. Con un presupuesto de 175 000 euros y una superficie total de 900 m², el objetivo de la remodelación fue mejorar la integración de la plaza en el conjunto histórico del Convento de San Pedro Apóstol, dotando al espacio de un ambiente más acogedor y funcional.

## Importancia cultural y arquitectónica
El Convento de San Pedro Apóstol no solo fue un centro religioso, sino también un punto clave en el desarrollo urbano de Hermigua. Desde su fundación, jugó un papel central en la educación, proporcionando clases de gramática, retórica y teología. Además, el convento representa el inicio del crecimiento demográfico del Valle de Hermigua, siendo el corazón del desarrollo de la comunidad.
Hoy en día, aunque gran parte del convento original ha sido modificado, su legado continúa vivo en la iglesia de Santo Domingo y en las transformaciones recientes que buscan revitalizar el área, manteniendo su valor patrimonial y adaptándola a las necesidades contemporáneas de los habitantes y visitantes de Hermigua.